# 구영SP
구영SP는 1981년에 개업한 대한민국의 철도 차량 부품 제작 회사이다. 부품 제작 외에도, KTX 영화객차·ITX-청춘·321000호대 전동차 자전거객차·월미은하레일·와인인삼트레인(개조 이전·후)·에코레일 자전거객차(개조 이전) 등의 열차를 도장했다.

## 역사
- 1981년 8월: 서울특별시 종로구 종로3가에서 구영상사로 개업
- 1993년 7월: 서울특별시 성북구 삼선동1가로 이전
- 2001년 12월: 인천광역시 서구 석남동으로 이전, 공장 설립
- 2009년 7월: 구영SP로 사명 변경